# Перевальський район
Перевальський район (до 1966 — Комунарський) — колишній район на південному заході Луганської області України. Районний центр — Перевальськ. Район утворений 1939 року. Площа району — 0,8 тис. км² (3 % від території області), після змін 2014 року — 0,72 тис. км² (2,7 %). Населення — 71,4 тис. осіб, станом на 1 серпня 2013 року, в межах території 2013 року. 
На північному заході район межує з Попаснянським, на півночі — Слов'яносербським, на сході — Лутугинським, на південному сході — Антрацитівським районами Луганської, на південному заході Бахмутським і Шахтарським районами Донецької області.

## Природа
Район розташований на південному заході Луганської області України, в межах Донецької північностепової фізико-географічної провінції. Територія району лежить на Донецькому кряжі. Поверхня — підвищена хвиляста лесова рівнина, перевищення висот до 150 м. У районі сильно розвинуті ерозійні процеси, поверхня дуже розчленована долинами річок, балками, ярами.
Корисні копалини: кам'яне вугілля. Його запаси обчислюються десятками мільйонів тонн. Переважну більшість (98,6 %) складає енергетичне вугілля, 1,4 відсотки — коксівне. Крім того, надра району мають поклади пісковиків, також існує велика кількість промислових відходів, накопичених у шахтних териконах та відвалах, які можуть бути використані в будівництві.
Клімат помірно континентальний (посушливе літо та прохолодна зима). Пересічна температура січня -7,5 °C, липня +21,2 °C. Період з температурою понад +10 °C становить 169 днів. Середня норма атмосферних опадів — 500 мм на рік. Максимум припадає на теплий період року. Висота снігового покриву 18-20 см. Район лежить в межах недостатньо вологої, дуже теплої агрокліматичної зони.
Гідрографічна мережа району представлена річками басейну Сіверського Дінця: Лозова з Калиновою та Біла (притоки Лугані). Річки течуть на північний схід. Для місцевих потреб споруджено Ісаківське водосховище (294 га), 12 ставів із загальною площею водної поверхні 298 га. Запаси поверхневих та підземних вод складають 105 водоймищ (під водою знаходиться 0,75 % площі району). Але за запасами водних ресурсів район належить до недостатньо забезпечених. Напруженим залишається становище з очищенням стічних вод, — за скиданнями забруднених стічних вод район належить до найнеблагонадійніших.

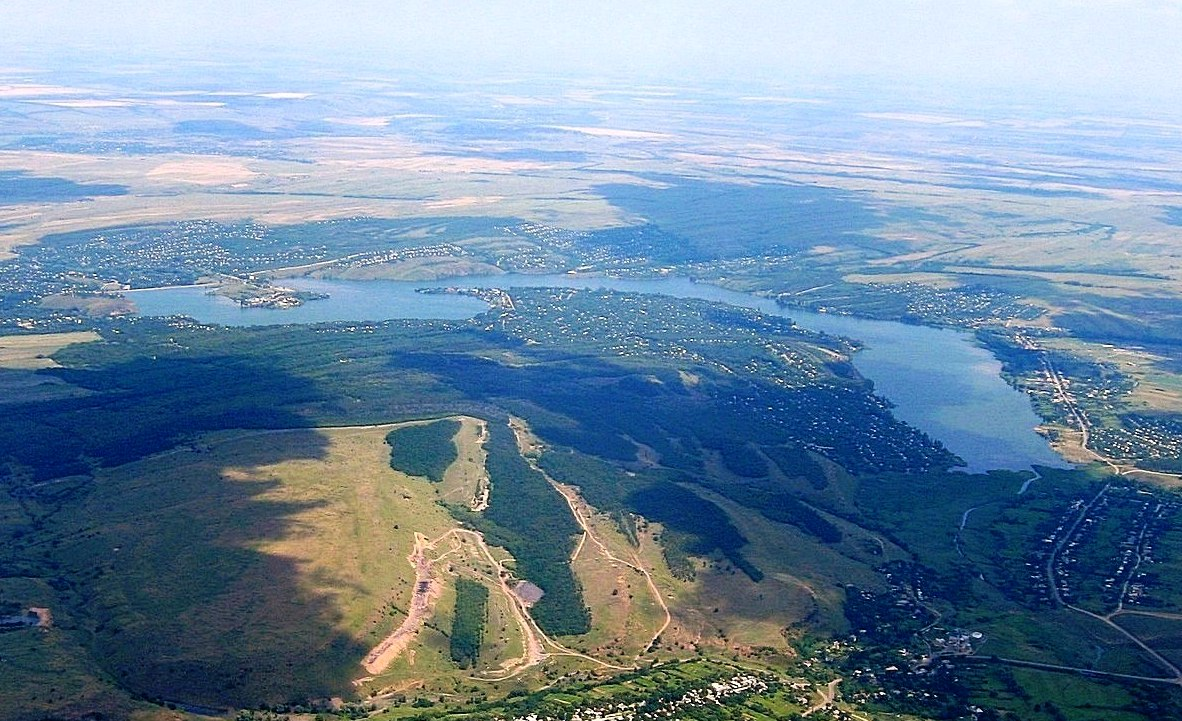
Ісаківське водосховище
Дачний став, КипучеДачний став, Кипуче
Макшеївський водоспадМакшеївський водоспад

З ґрунтів найпоширеніші чорноземи типові та звичайні, середньо- та малогумусові, середньопотужн. Згідно з технічною документацією оцінки земель по бонітету ґрунту середній показник в районі становить 33 одиниці (по області 40 одиниць).
Рослинність типово степова — типчаково-ковилова, різнотравна, лучно-степова. Загальна площа природних лісів і штучних лісових насаджень — 5,6 тис. га . Серед деревних порід переважають дуб, ясен, берест, клен татарський.
На території району трапляються рослини, занесені до Червоної книги України:
- астрагал крейдолюбний (Astragalus cretophilus), Брянка, Замківка;
- громовик донський (Onosma tanaitica), Брянка, Замківка;
- дельфіній Сергія (Delphinium sergii), Брянка;
- карагана скіфська (Caragana scythica), Артемівськ;
- келерія Талієва (Koeleria talievii), ендемік середньої течії Сіверського Дінця;
- ковила волосиста (Stipa capillata), вузьколиста (Stipa tirsa), дніпровська (Stipa borysthenica), Залеського (Stipa zalesskii), Лессінга (Stipa lessingiana), найкрасивіша (Stipa pulcherrima), пухнастолиста (Stipa dasyphylla) і українська (Stipa ucrainica) — численні популяції в степу;
- пирій ковилолистий (Elytrigia stipifolia);
- півонія тонколиста (Paeonia tenuifolia);
- рябчик малий (Fritillaria meleagroides);
- сон чорніючий (Pulsatilla pratensis);
- тюльпан дібровний (Tulipa quercetorum) і змієлистий (Tulipa ophiophylla), байрачні ліси;
- шафран сітчастий (Crocus reticulatus), звичайна рослина дібров.

Перевальські ландшафтиПеревальські ландшафти
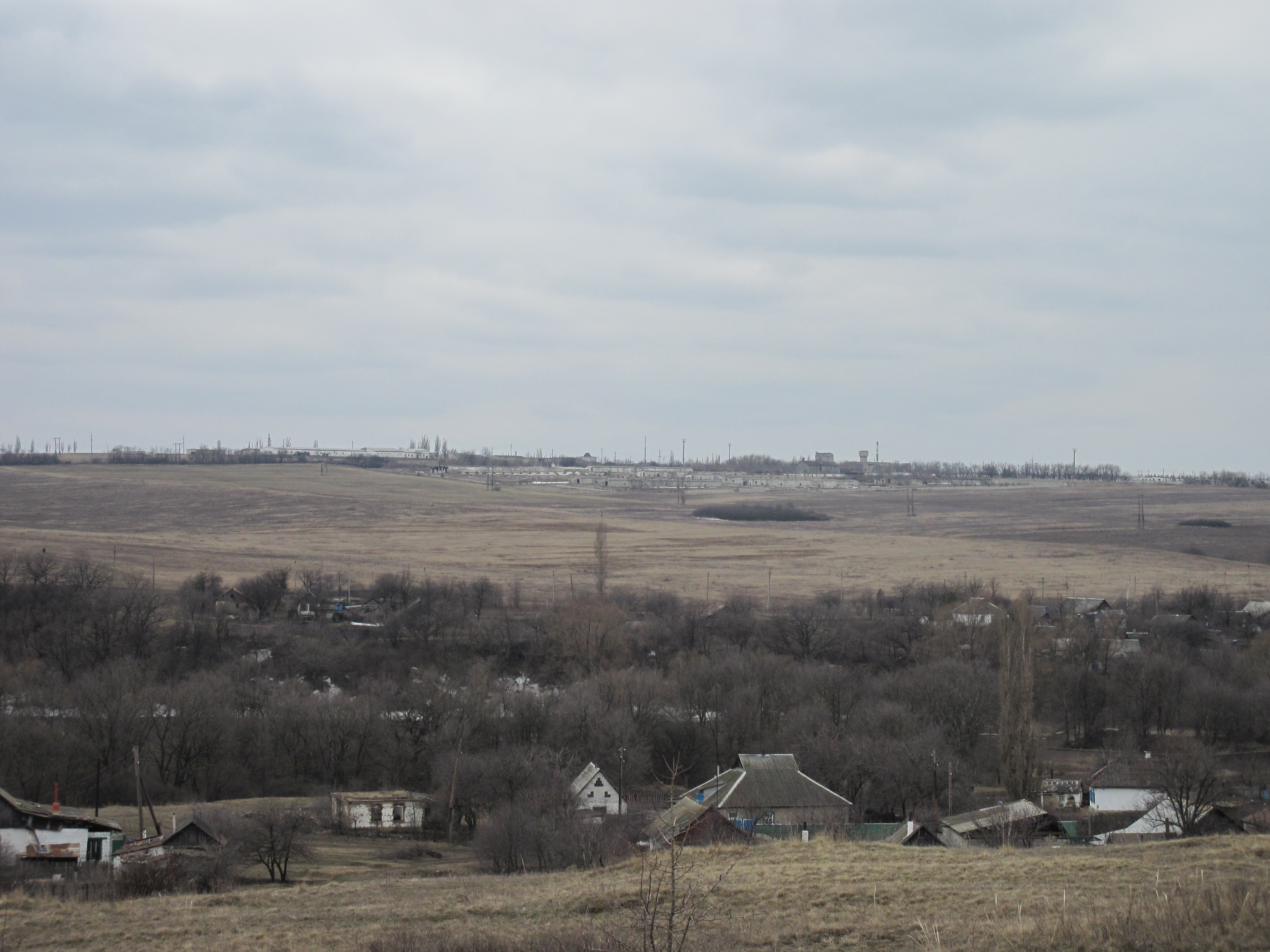
Перевальський заказник
Степ взимкуСтеп взимку
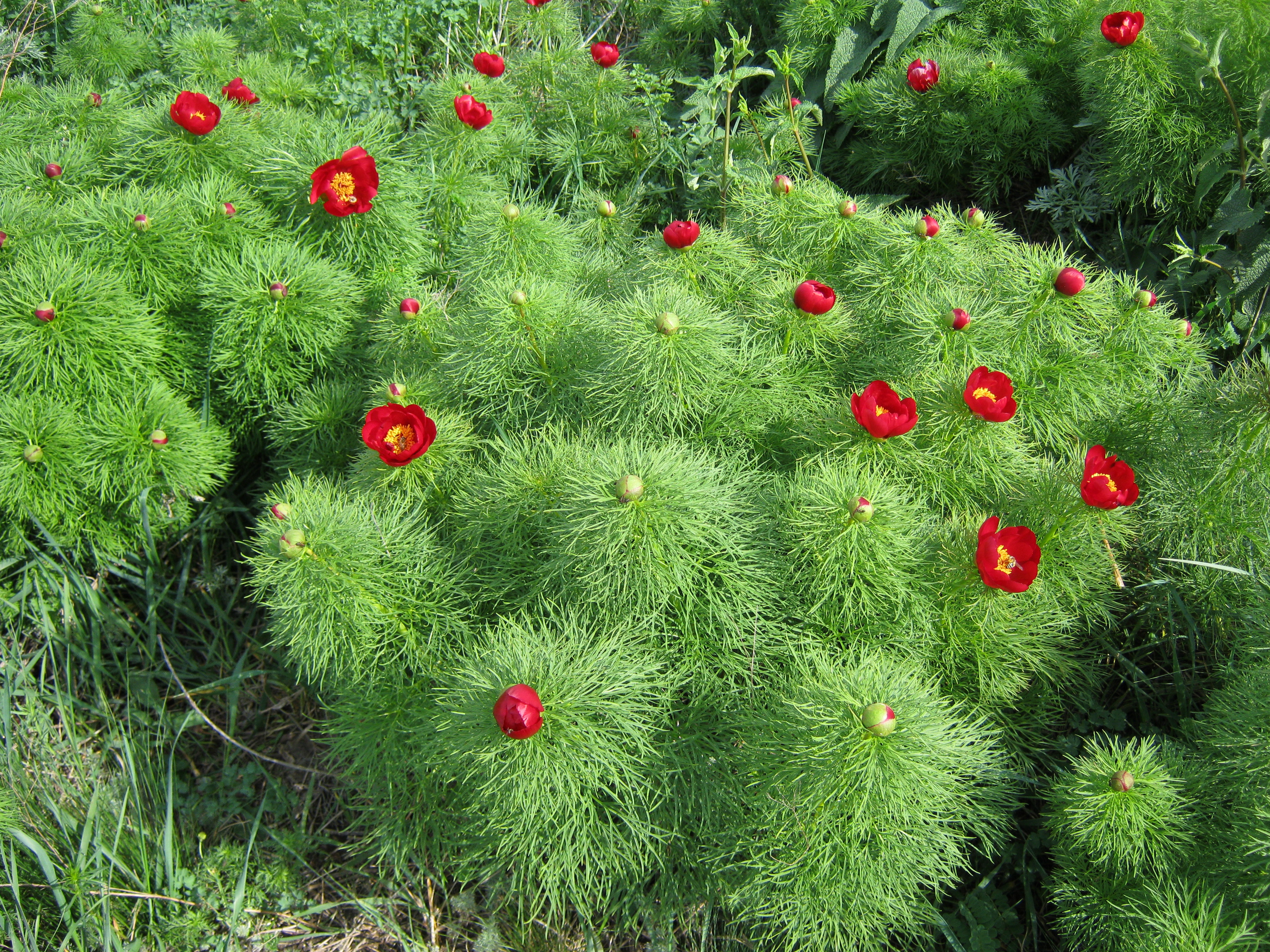
Півонія тонколиста, «воронці»
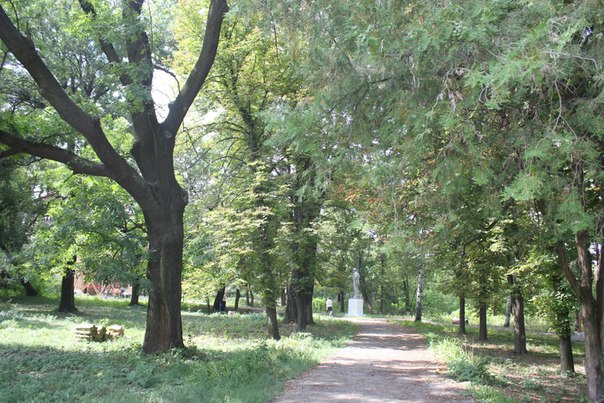
Селезнівський парк

### Охорона природи
У районі задля збереження природних ландшафтів та окремих об'єктів природи на загальній площі 3523,35 га створені:
- Перевальський заказник — загальнозоологічний заказник місцевого значення на площі 2848,35 га.
- Заказник Міус — ландшафтний заказник місцевого значення на площі 180 га.
- Селезнівська балка — ботанічна пам'ятка природи місцевого значення.
- Ганнівський ліс — ботанічна пам'ятка природи місцевого значення.
- Ботанічна пам'ятка природи імені Бориса Грінченка — ботанічна пам'ятка природи місцевого значення.
- Селезнівський парк — пам'ятка садово-паркового мистецтва місцевого значення.

## Історія
Поблизу села Степанівка виявлено археологічні пам'ятки: курганний комплекс, поховання зрубної та катакомбної культур II тис. до н. е.; пам'ятка бронзової доби — Мергелева гряда.
Першими корінними мешканцями стали запорозькі козаки, які у XVI–XVII століттях облаштували сторожові пікети у Чорнухиному Яру (Чорнухине), Петровому Яру (Петрівка). У середині XVIII століття на козацькі землі імперія поселила слов'яносербські роти, які і заснували тут свої селища.
У 1721 році Бахмутські солевари на чолі з Микитою Вепрейським та Семеном Чирковим знаходять пласти вугілля близько с. Городище. До кінця XIX століття декілька геологічних експедицій досліджують надра краю. У середині XIX ст. діють дрібні вугільні копальні. Тільки з останньої третини XIX ст. розпочався промисловий підйом: будується Катерининська залізниця (1884), металургійний завод ДЮМО в Алчевську (1896), перші шахти № 1-2 на околицях с. Селезнівка — Селезнівський рудник Мсциховського, рудники Юмашева, Конжукова, Толстікова. З 1913 року працює шахта «Перевальська» (тоді Ольговєровський рудник), з 1911 року — шахта імені Артема (Катерининський рудник).

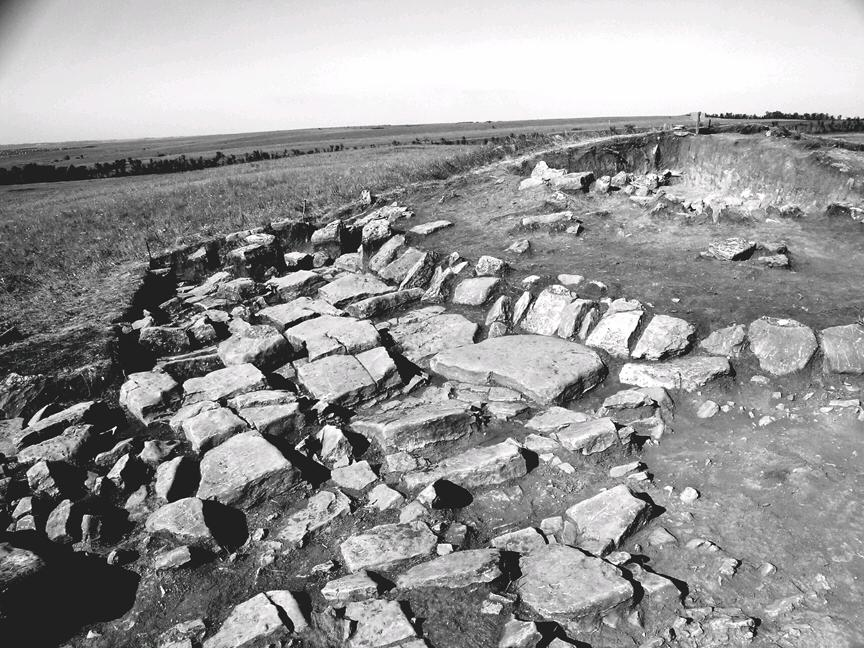
Степанівський курганний комплекс
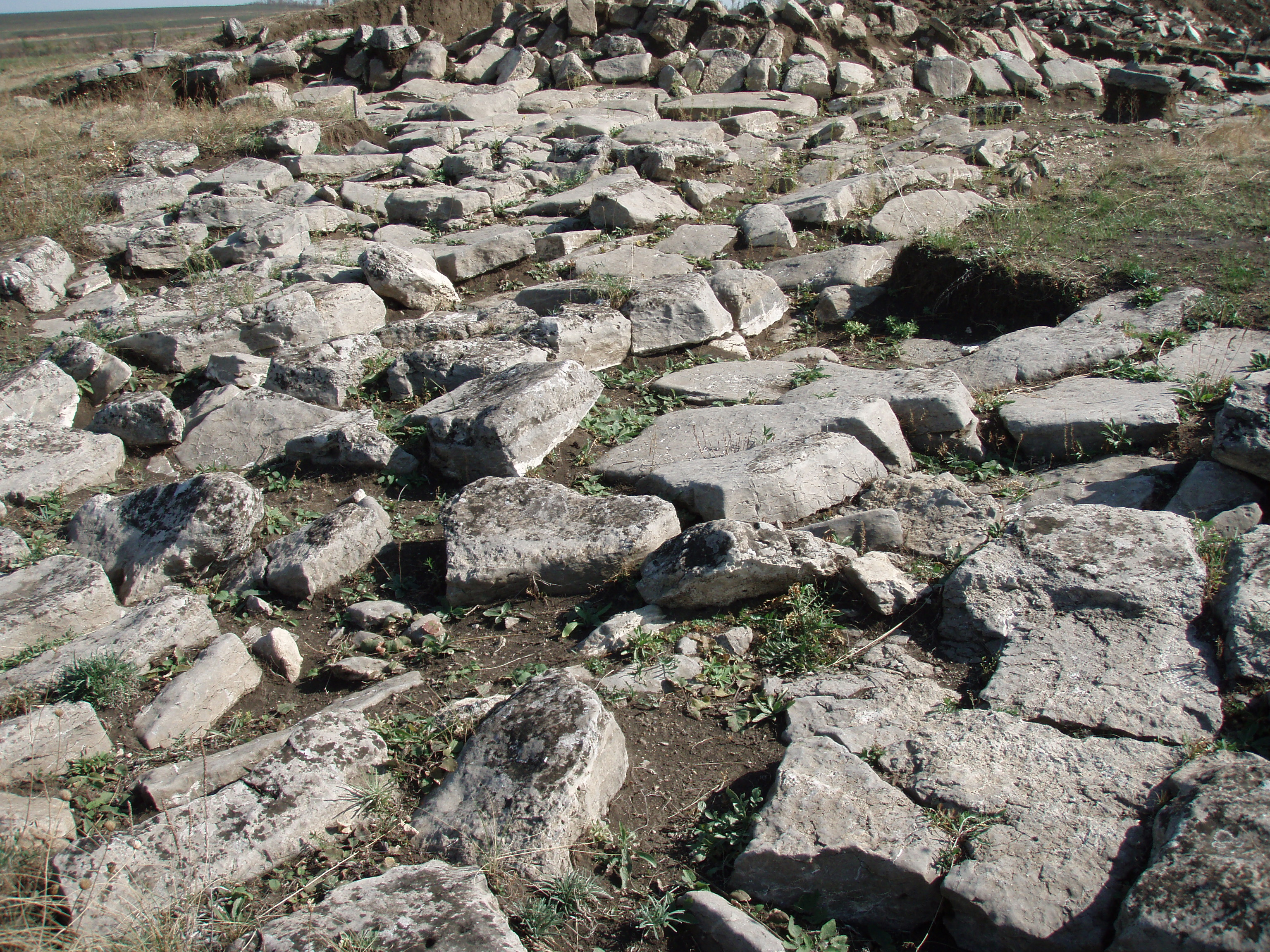
Мергелева гряда
Першотравнева демонстрація, 1938 рік, Артемівськ
Шахтарі, герої соцпраці, 1965 рікШахтарі, герої соцпраці, 1965 рік
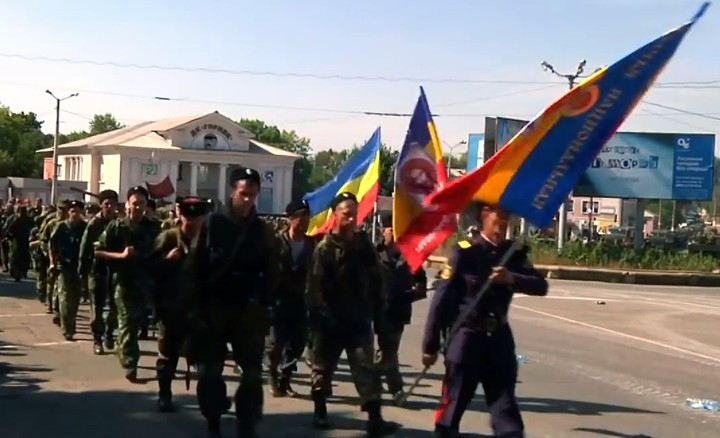
Збройні угруповання донських козаків, 2014 рік

Радянська влада вперше прийшла до району в жовтні 1917 року. За радянської влади будуються нові шахти: імені Сталіна (1935), № 25, 2-біс, по селах створюються комітети незаможників, колгоспи. Стахановський рух підтримали гірники шахт — Леонтій Валейников у вересні 1935 року на шахті ім. Сталіна на вибійному молотку зробив за робочу зміну 8 норм.
Район був у німецькій окупації з липня 1942 року по вересень 1943 року. Близько 22 тис. пішло на фронт і майже половина не повернулася звідти. Сотні були на каторзі у Німеччині.
Перевальський район було утворено 1939 року без визначення районного центру (ця ситуація тривала з 1939 р. до 1956 р.!). 
20 лютого 1956 р. Голова Виконкому Ворошилівської райради депутатів трудящих В. Перепелиця та секретар Ворошилівського РК КПУ А. Григор'єв звернулися до центральних органів влади з листом, в якому зазначали, що Ворошилівський район був утворений в 1939 р. без визначення райцентру, але райцентр дислокувався на території м. Ворошиловська. Однак у вересні 1954 р. райком КПУ переїхав до нової будівлі в м. ім. Паризької Комуни. З огляду на це автори листа просили перенести райцентр до м. ім. Паризької Комуни.
Указом Президії Верховної Ради УРСР від 4 січня 1965 року утворено Комунарський район (райцентр Комунарськ). У грудні 1968 року від земель району відійшла частина площі до нового Слов'яносербського району і район отримав назву — Перевальський. У 2014 році Чорнухинська селищна рада передана до складу Попаснянського району.

## Адміністративний устрій
Адміністративно-територіально район поділяється на 3 міські ради, 8 селищних рад та 4 сільські ради, які об'єднують 36 населених пунктів (3 міста, 9 та 17 сіл і 7 селищ) та підпорядковані Перевальській районній раді. Адміністративний центр — Перевальськ.
| №        | Рада              | Центр               | Інші населені пункти                                           |
| Міські   | Міські            | Міські              | Міські                                                         |
| -------- | ----------------- | ------------------- | -------------------------------------------------------------- |
| 1        | Артемівська       | Кипуче (Артемівськ) |                                                                |
| 2        | Зоринська         | Зоринськ            | Байрачки                                                       |
| 3        | Перевальська      | Перевальськ         |                                                                |
| Селищні  |                   |                     |                                                                |
| 4        | Бугаївська        | Бугаївка            | Городнє, Малокостянтинівка, Троїцьке                           |
| 5        | Городищенська     | Городище            |                                                                |
| 6        | Комісарівська     | Комісарівка         | Боржиківка, Вергулівка, Депрерадівка                           |
| 7        | Михайлівська      | Михайлівка          | Карпати                                                        |
| 8        | Селезнівська      | Селезнівка          | Селезнівське, Уткине                                           |
| 9        | Фащівська         | Фащівка             |                                                                |
| 10       | Центральна        | Центральний         | Софіївка                                                       |
| 11       | Ящиківська        | Ящикове             |                                                                |
| Сільські |                   |                     |                                                                |
| 12       | Адріанопільська   | Адріанопіль         | Тімірязєве                                                     |
| 13       | Малоіванівська    | Малоіванівка        | Чорногорівка, Новоселівка                                      |
| 14       | Петрівська        | Петрівка            | Кам'янка                                                       |
| 15       | Червонопрапорська | Старе               | Веселогорівка, Надарівка, Новий, Оленівка, Польове, Степанівка |

## Політика

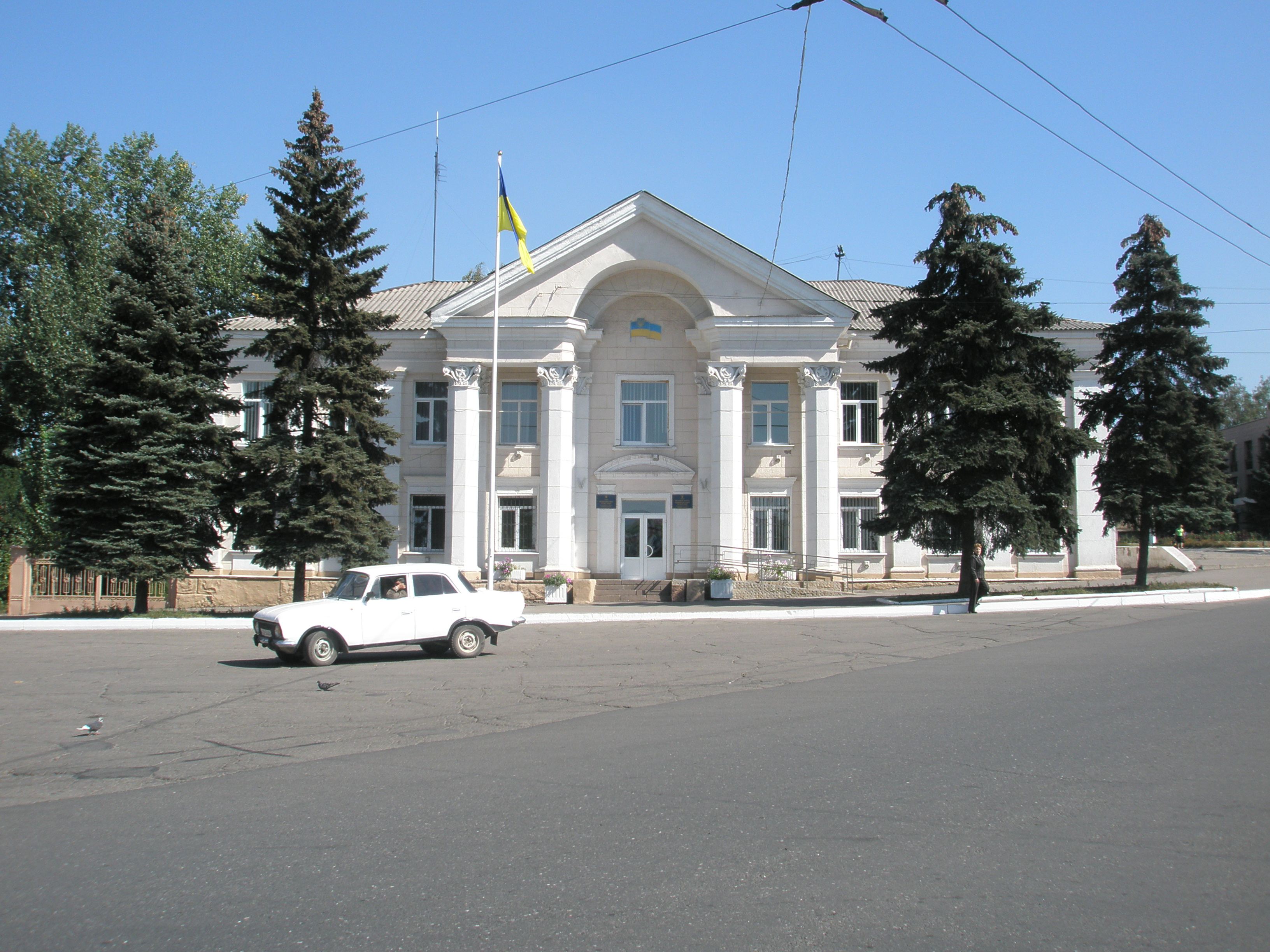
Будівля Перевальської міськадміністрації

## Населення
Станом на 1988 рік, населення району становило 101,1 тис. осіб, з якого міського — 93,0 тис. осіб. На території району 3 міста (Артемівськ, Зоринськ, Перевальськ), 10 селища міського типу (Байрачки, Бугаївка, Городище, Комісарівка, Михайлівка, Селезнівка, Фащівка, Центральний, Чорнухине, Ящикове) та 26 сільських населених пунктів.
Населення становить
- 71 444 (на 1 серпня 2013)
- 82 800 (на 1 січня 2004)

Етнічний склад населення району на 2001 рік був представлений наступним чином:
- українці — 56,7 %;
- росіяни — 40,6 %;
- білоруси — 1,1 %
- інші національності — 1,6 %

Етномовний склад сільських та міських рад району (рідна мова населення) за переписом 2001 року, %
|                            | російська | українська | білоруська |
| -------------------------- | --------- | ---------- | ---------- |
| Перевальськ                | 89,2      | 10,4       | 0,1        |
| Артемівськ                 | 87,7      | 11,8       | 0,2        |
| Зоринськ                   | 82,7      | 17,0       | 0,1        |
| Байрачки                   | 66,7      | 33,0       | 0,4        |
| Бугаївка                   | 35,1      | 64,5       | 0,1        |
| Городище                   | 97,8      | 2,2        |            |
| Комісарівка                | 56,2      | 43,4       | 0,2        |
| Михайлівка                 | 23,1      | 76,4       | 0,2        |
| Селезнівка                 | 66,4      | 33,3       |            |
| Фащівка                    | 91,3      | 8,5        | 0,1        |
| Центральний                | 53,6      | 45,5       | 0,7        |
| Чернухине                  | 87,4      | 11,7       | 0,0        |
| Ящикове                    | 58,9      | 40,5       | 0,4        |
| Андріанопільська сільрада  | 15,8      | 83,8       |            |
| Малоіванівська сільрада    | 3,4       | 96,6       |            |
| Петрівська сільрада        | 32,3      | 66,8       | 0,3        |
| Червонопрапорська сільрада | 41,3      | 58,3       | 0,4        |
| Перевальський район        | 76,4      | 23,2       | 0,1        |

### Охорона здоров'я
У районі мережу охорони здоров'я представляє центральна районна лікарня на _ ліжок, _ амбулаторії загальної практики сімейної медицини та _ фельдшерсько-акушерських пунктів. Кваліфіковану медичну допомогу надають населенню району _ лікаря, та _ працівників середнього медичного персоналу. За часів УРСР в районі було створено більше 50 лікарняно-профілактичних закладів, з яких 6 лікарень.

### Відомі уродженці
У районі народились:
- Колесников Іван Федорович (1887, с. Адріанопіль — 1929) та його брат Колесников Степан Федорович (1879, с. Адріанопіль — 1955) — українські живописці[1].
- Бабич Лідія Йосипівна (Хинку) (1897, Катеринівка — 1970, Кишинів) — румунська і молдовська оперна співачка (ліричне сопрано) та педагог.
- Радченко Михайло Васильович (1917, с. Адріанопіль — 2002) — Герой Радянського Союзу.
- Стасюк Василь Дмитрович (1913, Катеринівка — 1984) — Герой Радянського Союзу.
- Щербань Володимир Петрович (1950, Артемівськ) — український політик.
- Песоцький Микола Федорович (1956, с. Ящикове) — український політик.
- Поклонська Наталія Володимирівна (1980, с. Михайлівка) — українська колаборантка, російський політик та державний діяч.

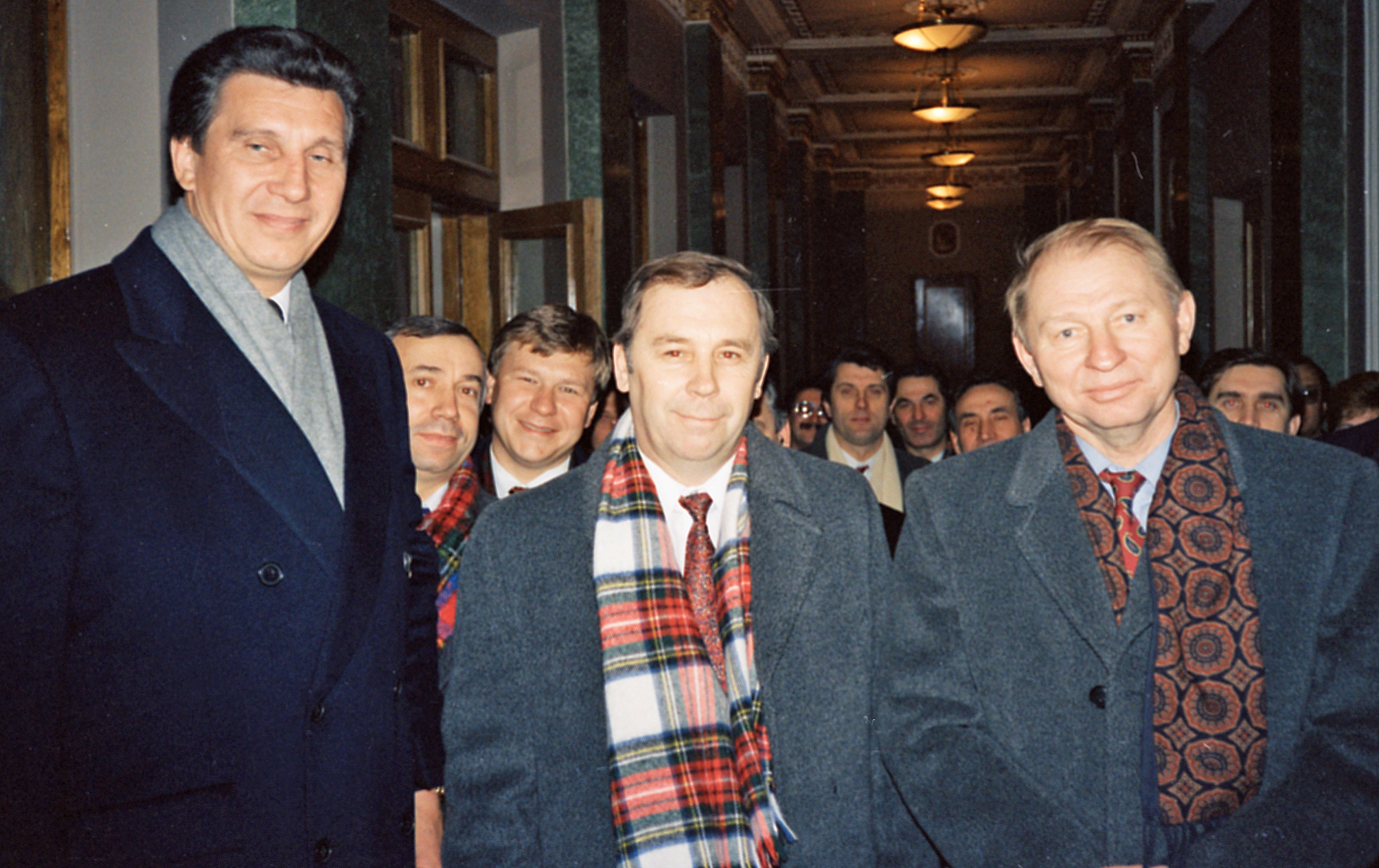
Володимир Щербань перший ліворуч
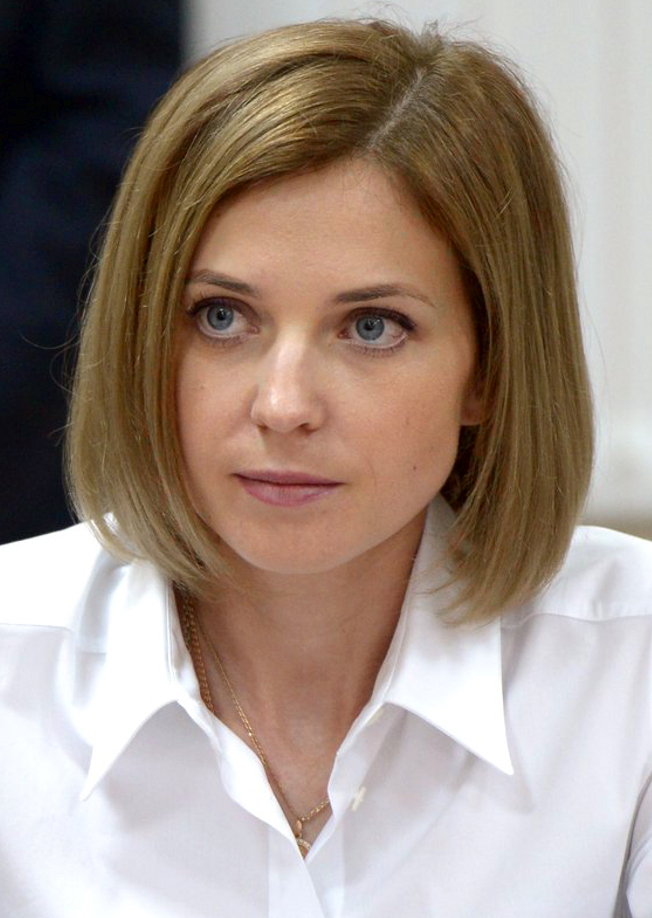
Наталя Поклонська

## Економіка
За радянських часів в господарстві району провідне місце належало вугільній промисловості. Провідні галузі економіки та їх питома вага у валовій продукції:
- промисловість — 58,5 %;
- сільське господарство — 24,5 %;
- транспорт та зв'язок 1,3 %;
- будівництво — 1,2 %
- торгівля та громадське харчування — 14,5 %.

Асортимент місцевої продукції: вугілля, агломероване вугілля, стальне та чавунне литво, зварні металоконструкції, крани, кран-балки, ковбасні вироби, хлібобулочні вироби, макаронні вироби, борошно, олія, масло тваринне, яєчний порошок, м'ясо, м'ясо птиці, молоко, яйце, зерно, соняшник.

### Промисловість
Основними галузями промисловості за радянських часів виступали:
- вугільна — шахти «Україна» і «Перевальська» в Перевальську, імені С. В. Косіора в Чорнухиному, імені Артема в Артемівську[1];
- машинобудівна — Комісарівський завод торгового машинобудування (Комісарівка), Перевальський ремонтно-механічний завод;
- будівельних матеріалів — Перевальський завод залізобетонних виробів;
- легка — Перевальський завод спортивного обладнання;
- харчова — Перевальський пивоварний завод і м'ясокомбінат[2].

Шахта імені Артема, 1966 рікШахта імені Артема, 1966 рік
Копер шахти №10Копер шахти №10
ТериконТерикон

### Сільське господарство
Земельні ресурси району
Земельні ресурси району (станом на 1986 рік):
- придатні для сільськогосподарського обробітку землі — 48 тис. га (60,7 %),
  - орні землі — 30 тис. га (38 %),
  - багаторічні насадження — 1,6 тис. га (1,9 %),
  - землі, що постійно використовуються під пасовища і сіножаті — (17,8 %);
- землі, зайняті лісами — 10,5 тис. га (13 %);
- інше — 33 тис. га (39.3 %)[2].

За радянських часів спеціалізацією рослинницької галузі сільського господарства району було вирощування зернових (озима пшениця, ячмінь, кукурудза) та овочевих культур (помідори, огірки), багаторічних трав. Тваринницька галузь спеціалізувалась на вирощуванні пташиного м'яса та яєць (птахівництво, скотарство м'ясного напряму). У 1980-х роках на землях району господарювало 10 радгоспів, у тому числі 2 птахофабрики, 2 птахорадгоспи, 3 птахоплемрадгоспи, райсільгосптехніка, райсільгоспхімія.

### Сфера послуг
Поштові послуги в районі надає Перевальська дирекція поштового вузла зв'язку, яка є філією українського державного підприємства поштового зв'язку «Укрпошта». До її складу входять 27 відділень зв'язку.
Послуги електрозв'язку в районі надає ВАТ «Укртелеком» (послуги телеграфного, міжміського, міжнародного, міського та сільського зв'язку дротового мовлення). Забезпеченість населення телефонними номерами — 17 одиниць на 100 сімей.

## Транспорт
Райцентр Перевальськ розташовується за 45 км від обласного центру, міста Луганськ. Залізничні станції: Комунарськ, Кипуча, Мануйлівка, Баронська, Овраги, Депрерадівка, Боржиківка (імені Крючкова О. М.), Фащівка, Чорнухине.
Усього залізничних колій — 95,8 км (Луганськ—Дебальцеве, Дебальцеве—Куп'янськ, Дебальцеве—Звірове).

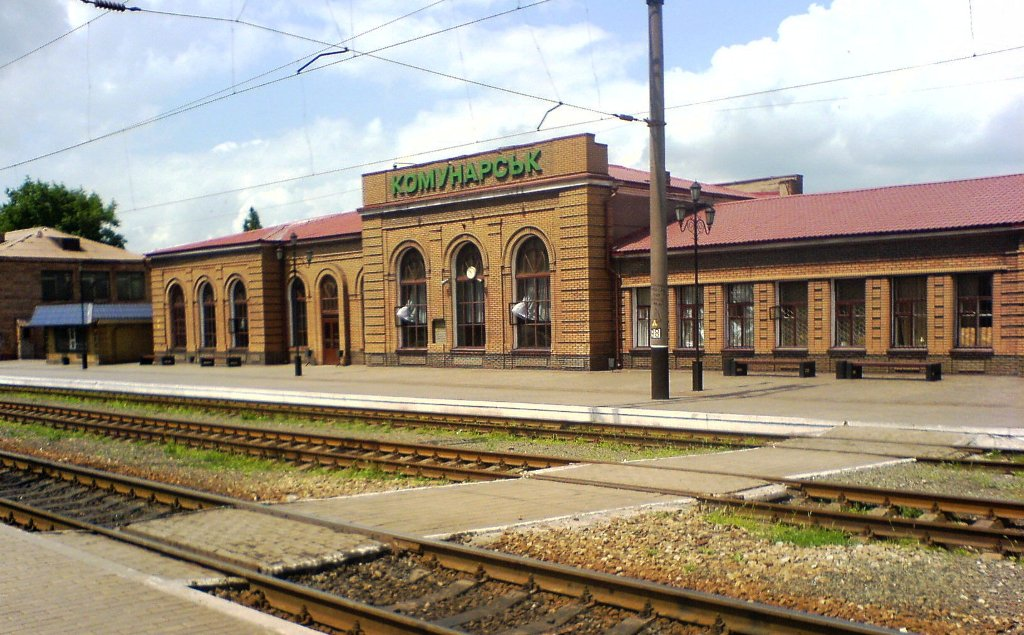
Залізнична станція «Комунарськ»
Залізнична станція «Кипуча»Залізнична станція «Кипуча»
Електрифікована двоколійна залізницяЕлектрифікована двоколійна залізниця

Автомобільні шляхи (станом на 1990 рік) — 289 км, з яких майже всі з твердим покриттям. Районом проходить низка важливих автошляхів, серед них E40М03 та E50М04. Усі автошляхи району поділяються за значимістю на:
- загальнодержавного значення — 41,3 км,
- місцевого значення — 223,5 км, в тому числі
  - територіальні — 17,4 км,
  - районні — 137,3 км,
  - сільські — 68,8 км.

Кількість автомобільних мостів — 25 (загальною довжиною 501 м), в тому числі 2 шляхопроводи (43,39 м), 2 територіальні (103 м), 15 районних (197 м) та 5 сільських мостів (86 м).
З 1962 року по 2008 рік існувала тролейбусна лінія Алчевськ — Перевальськ (9,8 км), яка, окрім міжміських перевезень, виконувала функції міського транспорту Перевальська.

## Культура
У районному центрі створено і функціонує краєзнавчий музей, музей історії Чорнухиного, _ центрів культури і дозвілля, клубних закладів (за часів УРСР 4 палаци, 7 будинків культури та 22 клуби), _ школи-мистецтв, _ бібліотек (за часів УРСР 31), за часів УРСР діяв кінотеатр та 16 кіноустановок.

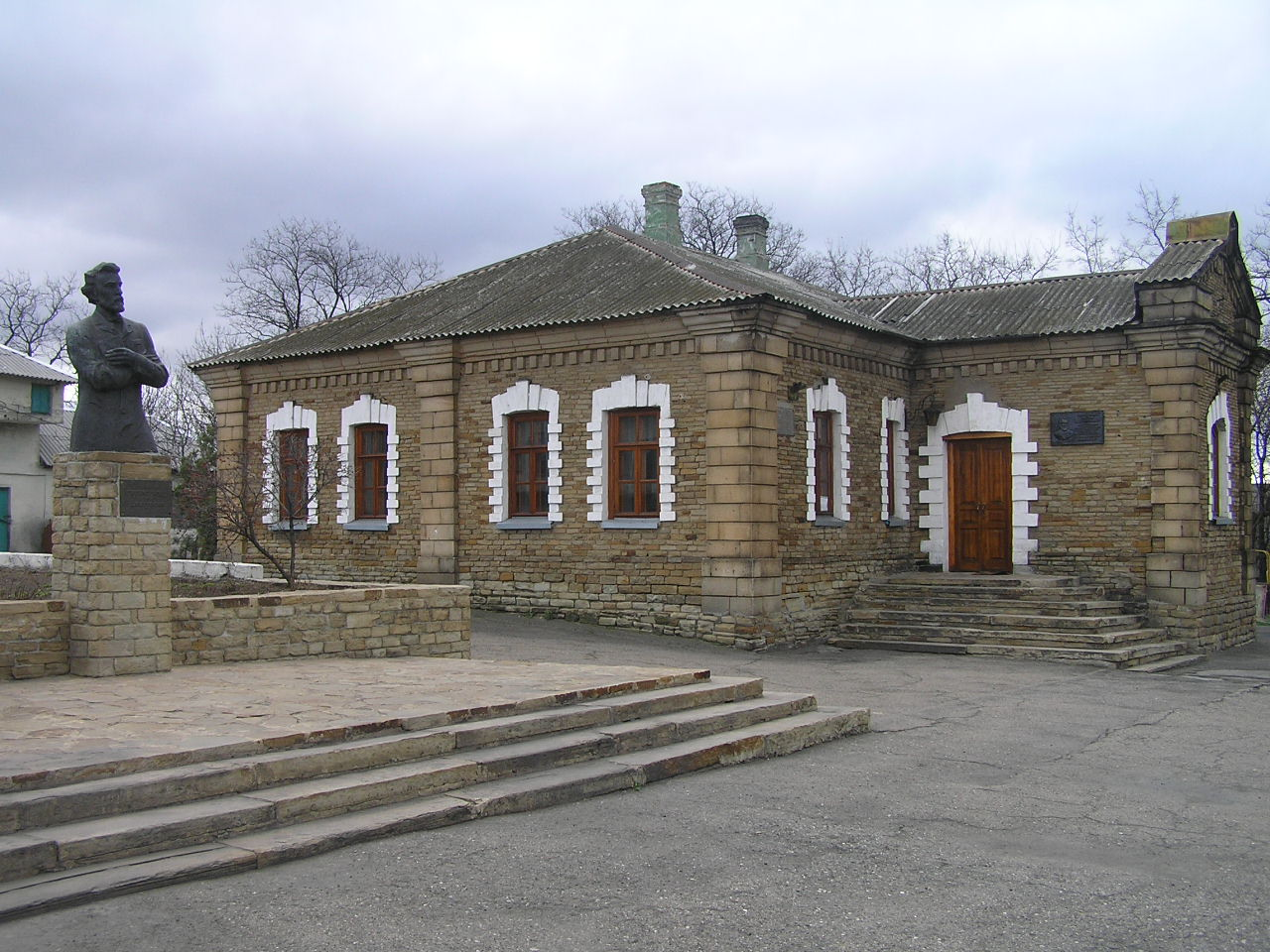
Музей Грінченка, Михайлівка
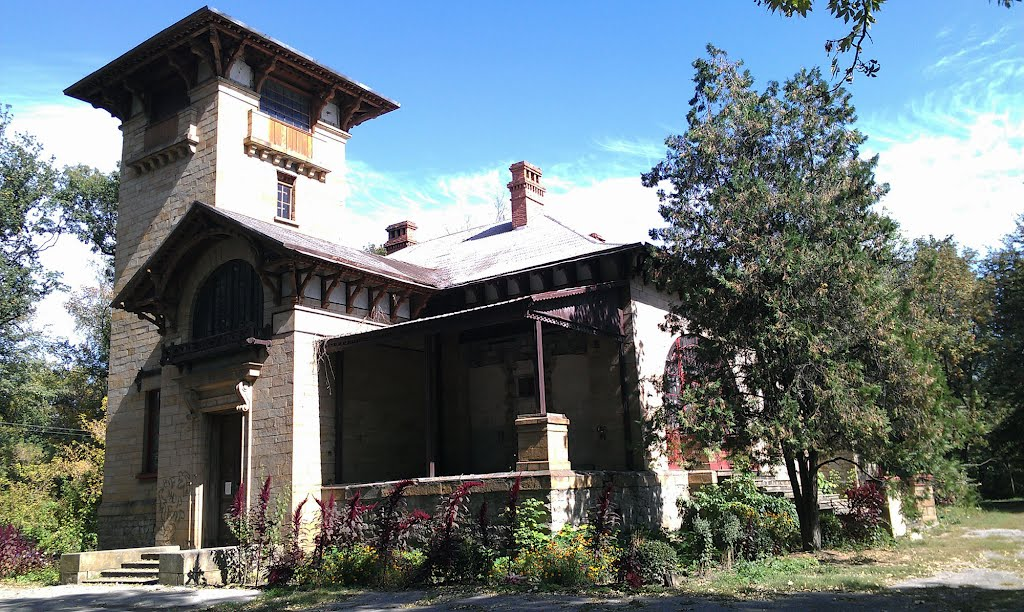
Палац Мсциховського, Селезнівка
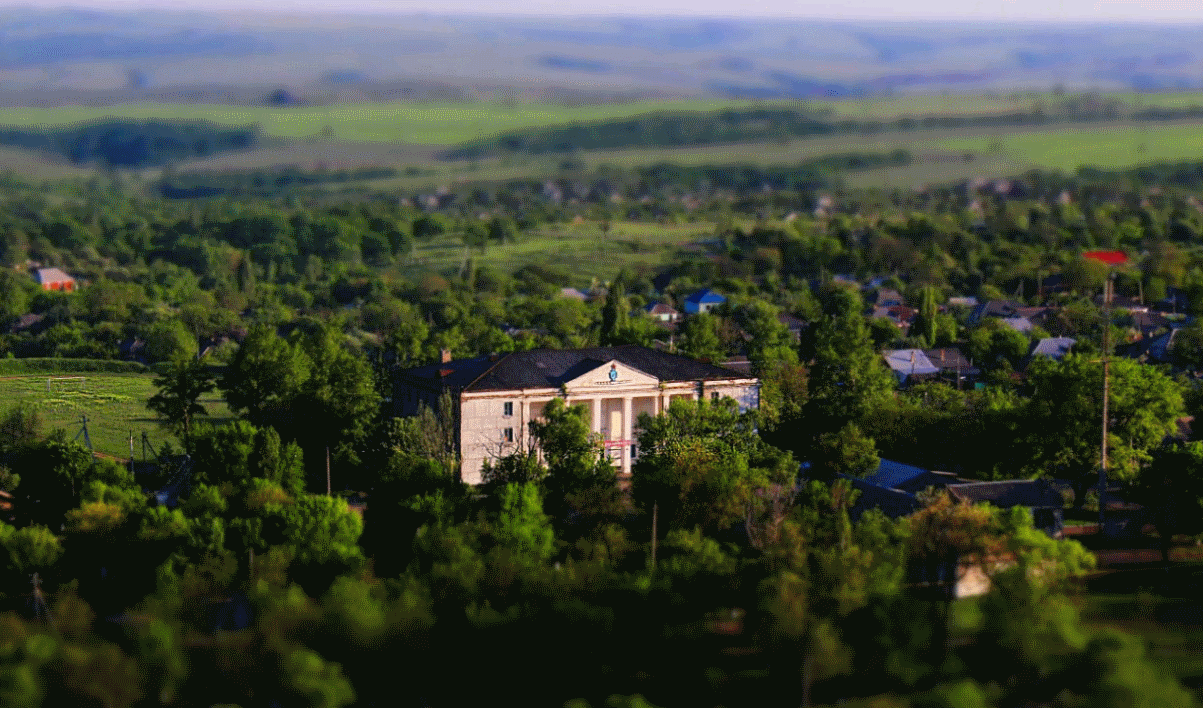
Будинок культури ім. Леніна в Кипучому

У смт Михайлівка впродовж 1887—1894 років у школі, відкритій 1878 року на кошти українського педагога Христини Алчевської, працював учителем український письменник, філолог і етнограф Борис Грінченко. У селі створено Народний меморіально-літературний музей Бориса Грінченка.

### Освіта
За радянських часів у районі було створено Перевальський вечірній гірничий технікум, 5 професійно-технічні училища (Перевальськ, Комісарівка). Середню і спеціальну освіту надавали 38 загальноосвітніх шкіл, 2 музичні і 2 спортивні школи.

### ЗМІ
Місцеве телебачення «Телесело» виходить в ефір Луганського обласного телебачення 2 рази на тиждень по 20 хвилин.
Місцевого радіомовлення в районі немає.
Районна газета «Народна трибуна» від 1941 року виходить щотижня тиражем 7200 екземплярів (видавці та засновники — Перевальська районна рада та трудовий колектив редакції). З 1954 року виходила газета шахти імені Артема в Артемівську — «Артемовець», що за часів незалежності змінила назву на «Артемовські зорі».

Передовиця газети «Артемовець»Передовиця газети «Артемовець»
Передовиця газети «Артемовські зорі»Передовиця газети «Артемовські зорі»